# (2485) Scheffler
(2485) Scheffler (1932 BH; 1953 VL1; 1966 CP; 1977 BT) ist ein ungefähr 14 Kilometer großer Asteroid des äußeren Hauptgürtels, der am 29. Januar 1932 vom deutschen (damals: Weimarer Republik) Astronomen Karl Wilhelm Reinmuth an der Landessternwarte Heidelberg-Königstuhl auf dem Westgipfel des Königstuhls bei Heidelberg (IAU-Code 024) entdeckt wurde.

## Benennung
(2485) Scheffler wurde nach dem deutschen Astronomen Helmut Scheffler (1928–2008), einem Mitarbeiter der Landessternwarte Heidelberg-Königstuhl, benannt. Er war von 1963 bis 1991 Professor für Astronomie an der Ruprecht-Karls-Universität Heidelberg und leistete wichtige Beiträge zum Strahlungstransport in der äußeren Sternatmosphäre der Sonne, zum Seeing und zur Struktur des interstellaren Mediums. Zusammen mit dem deutschen Astronomen Hans Elsässer, nach dem der Asteroid (4385) Elsässer benannt ist, schrieb Scheffler die Lehrbücher Physik der Sterne und der Sonne und Physics of the Galaxy and Interstellar Matter. Die Benennung wurde von den deutschen Astronomen Gerhard Klare und Lutz D. Schmadel vorgeschlagen und vom US-amerikanischen Astronomen Edward L. G. Bowell unterstützt.